# Richard Arkwright
Richard Arkwright (Preston, 23 december 1732 - Cromford, 3 augustus 1792) was een Brits uitvinder en entrepreneur gedurende de vroege Industriële revolutie.
Hij wordt beschouwd als de uitvinder van het waterframe, maar moet hoger worden aangeslagen als een kundig manager, die erin slaagde in de productie van katoen een aantal personen en zaken te combineren. Arkwright werd geridderd in 1786.

## Biografie
Arkwright was de zoon van een kleermaker en werd in de leer gedaan bij een barbier in een kelder in Manchester. Arkwright zette een eigen zaak op als pruikenmaker en reisde door het land. In 1767 besloot hij om samen met de klokkenmaker John Kay een machine te bouwen die in staat was om het spinnen te vereenvoudigen: de 'spinning-throstle'. 

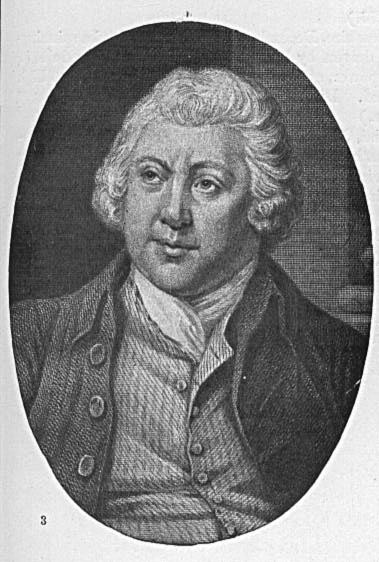
Richard Arkwright

In 1768 vond hij voor zijn uitvinding ondersteuning in de spinnerijen van Derby. In Nottingham bestond reeds een katoenspinmachine gebouwd door James Hargreaves en Spinning Jenny genoemd. Arkwright verbeterde deze machine aanmerkelijk en in 1769 patenteerde hij deze "geleende" uitvinding. 
In 1771 verhuisde hij naar Cromford en zette er een katoenspinnerij op, niet langer gebaseerd op huisindustrie, maar efficiënt en bijna vol continu in bedrijf. De machines werden aangedreven door waterkracht; paardenkracht bleek onvoldoende. 
In Cromford was een groot aanbod van kinderen en vrouwen, die niet in de loodmijnen terechtkonden. Daarnaast was het voor de kinderen die hij vanaf zes jaar te werk stelde bijna onmogelijk weg te lopen uit deze smalle vallei. Arkwright liet een raam aanbrengen waardoor de indruk werd gewekt dat hij iedereen en alles in de gaten hield. Arkwright kreeg zware kritiek van de arbeiders, die zich in hun bestaan bedreigd zagen. Ook sommige financiers vonden dat hij te snel uitbreidde. In 1779 werd een van de vele door hem gestichte fabrieken in brand gestoken. 
In 1788 waren er meer dan 200 spinnerijen die op deze manier werkten. Ook in Duitsland en Frankrijk werd het productieproces overgenomen. In 1790 zette hij stoomkracht in. 
Arkwright kocht een kasteel van een familielid van Florence Nightingale en stierf als een van de rijkste mannen in Engeland. De katoenfabrieken van Derwent Valley Mills, zoals Cromford Mill behoren inmiddels tot het Werelderfgoed.